# Invincible (Muse-låt)
Invincible är en låt av engelska rockbandet Muse och är det sjätte spåret på deras fjärde studioalbum Black Holes and Revelations.